# محجوب بن ميلاد
محجوب بن ميلاد (منزل جميل، 4 يوليو 1916 - 11 يوليو 2000) مصلح وفيلسوف تونسي.

## حياته
درس التفكير الإسلامي في نطاق تعصير التعليم بالزيتونة. وعرف بدعوته إلى التعليم الحديث المستند إلى البيداغوجيا المتطورة. وبهذه الصفة أصبح مدير مدرسة ترشيح المعلمين بتونس حيث أسهم في تعصير التدريس ووضع البرامج الخاصة بتكوين المعلمين. ومكث في هذا المنصب إلى نهاية الستينات حيث التحق بكلية العلوم الإنسانية والاجتماعية بتونس لتدريس الفلسفة باللغة العربية. وكان قد أصدر كتابا فلسفيا باللغة العربية حمله أفكاره الإصلاحية عنوانه تحريك السواكن في شؤون التربية جعله أداة تساعد على تدريس الفلسفة دون تعقيدات ولا مركبات. علما وأن محجوب بن ميلاد هو الذي كتب للأديب محمود المسعدي (ت.2005) مقدمة كتابه السد في طبعته الأولى.

## المؤلفات
من أبرز مؤلفاته:
- 1968 , الحبيب بورقيبة في سبل الحرية التونسيٌة, الدار التونسية للنشر
- 1962 , قراءة في النصّ الدّيني, الدار بو سلامة للطباعة والنشر , (طبعة ثانية)
- 1962, في سبيل السنة الإسلامية
- 1961, الفكر الإسلامي بين الأمس و اليوم
- 1960, تحريك السواكن في شؤون التربية, دار بوسلامة للنشر,

## تكريم
تكريما له, ينتظم سنويا ملتقى الفيلسوف محجوب بن ميلاد بمنزل جميل.